# Ioana Tudoran
Ioana Tudoran (Otopeni, 1948. augusztus 3. –) olimpiai bronzérmes román evezős.

## Pályafutása
A Dinamo București versenyzője volt és négypárevezős versenyszámban ért el nemzetközi sikereket társaival.1968 és 1971 között három Európa-bajnoki arany- és egy ezüstérmet nyert. 1974-ben a luzerni világbajnokságon ezüstérmes lett. Az 1976-os montréali olimpián bronzérmet szerzett.

## Sikerei, díjai
- Olimpiai játékok – négypárevezős
  - bronzérmes: 1976, Montréal
- Világbajnokság – négypárevezős
  - ezüstérmes: 1974
- Európa-bajnokság – négypárevezős
  - aranyérmes (3): 1968, 1970, 1971
  - ezüstérmes: 1969